# Odile Caradec
Odile Caradec (* 15. Februar 1925 in Brest; † 22. September 2021) war eine französische Lyrikerin.

## Leben
Odile Caradec erwarb ihr Abitur an der Klosterschule in Quimper. Nach Kriegsende lebte sie vier Jahre in Deutschland, in Freiburg im Breisgau und Offenburg, von da an in Poitiers. Von Odile Caradec sind fünfundzwanzig Gedichtbände erschienen, vier davon zweisprachig in Deutschland. Die Übertragung der Gedichte ins Deutsche besorgte Rüdiger Fischer. Odile Caradec orientierte sich zunächst am französischen Surrealismus, löste sich aber später davon und fand eine eigene archaisch-magisch-humorvolle Sprache. Viele ihrer Bücher wurden von Claudine Goux kongenial illustriert. Für den 1999 bei Dé bleu erschienenen Band Citron rouge erhielt sie den Charles-Vildrac-Preis der Société des gens de lettres (SGDL).

## Werke
- 1969 Nef lune (Traces, Le Pallet)
- 1972 Potirons sur le toit (Traces, Le Pallet)
- 1972 L’épitaphe évolutive d’un chauve (Fagne, Bruxelles)
- 1977 Le tricorne d’eau douce (chez l’auteur / Selbstverlag)
- 1981 Reprise des vides (Le Verbe et l’Empreinte, St. Laurent du Pont)
- 1981 Les barbes transparentes (Le Dé bleu, Chaillé-sous-les-Ormeaux)
- 1988 La nuit, velours côtelé (Le Nadir, Ile d’Yeu)
- 1994 Santal et clavier pourpre (L’Arbre à paroles, Amay)
- 1996 Citron rouge (Le Dé bleu, Chaillé-sous-les-Ormeaux)
- 1996 L’âge phosphorescent (Multiples, Longages)
- 1996 Vaches automobiles violoncelles / Kühe Autos Celli, französisch-deutsch, Übertragung Rüdiger Fischer (Éditions En Forêt / Verlag Im Wald, Rimbach)
- 1997 Jusqu’à la garde / Von oben bis unten, französisch-deutsch, Übertragung von Rüdiger Fischer (Verlag Thomas Reche, Passau)
- 2000 Chant d’ostéoporose (Editinter, Soisy-sur-Seine)
- 2001 Bretagne aux étoiles (La Porte, Laon)
- 2001 De création en crémation (L’Amateur)
- 2002 La poésie au crépuscule (La Porte, Laon)
- 2002 Les moines solaires (coll. Les Ami(e)s à voix, Clapàs, Aguessac)
- 2002 Silence, volubilis! (Editinter, Soisy-sur-Seine)
- 2003 Le soir dans la cuisine, la poésie (La Porte, Laon)
- 2003 Cymbales lointaines (Editinter, Soisy-sur-Seine)
- 2005 Chats, dames, étincelles / Katzen, Damen, Funken, französisch-deutsch, Übertragung Rüdiger Fischer (Éditions En Fôret/Verlag Im Wald, Rimbach)
- 2007 Masses tourbillonnantes (Editions Océanes, île d’Oléron)
- 2009 Le sang, cavalier rouge (Sac á mots)
- 2009 En belle terre noire / In schöner schwarzer Erde, französisch-deutsch, Übertragung Rüdiger Fischer (Éditions En Fôret/Verlag Im Wald, Rimbach)
- 2011 Le Ciel, Le Cœur/Der Himmel, das Herz, französisch-deutsch, Übertragung Rüdiger Fischer (Éditions En Fôret/Verlag Im Wald, Rimbach)
- 2013 République Terre / Republik Erde, französisch-deutsch, Übertragung Rüdiger Fischer (Odile Verlag, Bad Oldesloe)
- 2015 Le Ciel, Le Cœur / Der Himmel, das Herz, französisch-deutsch, Neuausgabe, Übertragung von Rüdiger Fischer (Odile Verlag, Bad Oldesloe)